# 田島泰彦
田島 泰彦（たじま やすひこ、1952年8月23日 - ）は、日本の法学者。元上智大学文学部新聞学科教授。専門は憲法、 情報メディア法。

## 経歴
埼玉県秩父市生まれ。1975年上智大学法学部卒業。1983年早稲田大学大学院法学研究科公法学専攻博士後期課程単位取得満期退学（指導教授：浦田賢治）。1983年神奈川大学短期大学部専任講師。1986年同助教授。1994年同教授を経て、1999年4月より上智大学文学部新聞学科教授。2018年3月に上智大学定年退職。この他、毎日新聞社「開かれた新聞」委員会委員も務めていた。現在、早稲田大学大学院法学研究科非常勤講師・同法科大学院非常勤講師。

## 人物
- 2013年のアルジェリア人質事件において、被害者の所属企業と政府が遺族の人権に配慮してあえて非公開とした被害者の実名について、「被害者がどういう人で、現地でどんな役割をしてきたかを明らかにすることが、テロの全容を解明する上で必要となる」として、実名の公表を主張[4]。
- 特定秘密保護法について、「オオカミ少年ならまだいい。自由、人権が次々規制されようとしている」と警告している[5]。
- 日本による対韓輸出優遇撤廃に反対する、＜声明＞「韓国は「敵」なのか」呼びかけ人の1人[6]。

## 著書

### 単著
- 『人権か報道の自由か…個人情報保護法・メディア規制立法を問う』（日本評論社、2001年）
- 『この国に言論の自由はあるのか…表現・メディア規制が問いかけるもの』（岩波書店、2004年）

### 共著
- （右埼正博・服部孝章）『情報メディアと法』（三省堂、1998年）
- （原寿雄・桂敬一）『メディア規制とテロ・戦争報道…問われる言論の自由とジャーナリズム』（明石書店、2001年）

### 編著
- 『個人情報保護と人権…プライバシーと表現の自由をどう守るか』（明石書店、2002年）
- 『ジャーナリストが危ない…表現の自由を脅かす高額<口封じ>訴訟』（花伝社、2008年）
- 『表現の自由とメディア』（日本評論社、2013年）

### 共編著
- （右埼正博・三宅弘）『情報公開法…立法の論点と知る権利』（三省堂、1997年）
- （新倉修）『少年事件報道と法…表現の自由と少年の人権』（日本評論社、1999年）
- （飯室勝彦・渡邉眞次）『報道される側の人権…メディアと犯罪の被害者／被疑者』（明石書店、1999年）
- （右埼正博・川崎英明）『盗聴法の総合的研究…「通信傍受法」と市民的自由』（日本評論社、2001年）
- （原寿雄）『報道の自由と人権救済…〈メディアと市民・評議会〉をめざして』（明石書店、2001年）
- （斎藤貴男・山本博）『住基ネットと監視社会…表現の自由と少年の人権』（日本評論社、2003年）
- （梓沢和幸）『誰のための人権か…人権擁護法と市民的自由』（日本評論社、2003年）
- （斎藤貴男）『超監視社会と自由…共謀罪・顔認証システム・住基ネットを問う』（花伝社、2006年）
- （右埼正博・山野目章夫）『表現の自由とプライバシー…憲法・民法・訴訟実務の総合的研究』（日本評論社、2006年）
- （北村肇・今井一）『市民が広げる議会公開…傍聴を閉ざす議会とメディアの欺瞞』（現代人文社、2008年）
- （浜田純一・桂敬一）『新聞学　新訂』（日本評論社、2009年）
- （梓澤和幸）『裁判員制度と知る権利』（現代書館、2009年）
- （山本博・原寿雄）『調査報道がジャーナリズムを変える』（花伝社、2011年）
- （石村耕治・白石孝・水永誠二）『共通番号制度のカラクリ：マイナンバーで公平・公正な社会になるのか?』（現代人文社、2012年）
- （清水勉）『秘密保全法批判：脅かされる知る権利』（日本評論社、2013年）
- （海渡雄一・清水勉）『秘密保護法何が問題か：検証と批判』（岩波書店、2014年）
- （村井敏邦）『特定秘密保護法とその先にあるもの：憲法秩序と市民社会の危機』（日本評論社、2014年）

### 共訳書
- （清水知子）ディヴィッド・ライアン『9・11以後の監視…"監視社会"と"自由"』（明石書店、2004年）
- （小笠原みどり）デイヴィット・ライアン『監視スタディーズ：「見ること」「見られること」の社会理論』（岩波書店、2011年）